# Czynność handlowa
| Czynności handlowe          | Czynności handlowe   |
| Kodeks handlowy             | Kodeks cywilny       |
| --------------------------- | -------------------- |
| sprzedaż handlowa           | sprzedaż konsumencka |
| rachunek bieżący            |                      |
| umowa przewozu              |                      |
| umowa komisu                |                      |
| umowa spedycji              |                      |
| umowa składu                |                      |
| spółka cicha                |                      |
| kupieckie prawo zatrzymania |                      |
| zastaw handlowy             |                      |

Czynność handlowa – czynność prawna, najczęściej umowa nazwana, dokonywana przez przedsiębiorcę w ramach prowadzonej przez niego działalności gospodarczej.

## Prawo polskie
Definiowane pojęcie istniało w polskim ustawodawstwie do 1 stycznia 1965 r. Zgodnie z art. 498 § 1 Kodeksu handlowego czynnościami handlowymi były czynności prawne kupca związane z prowadzeniem jego przedsiębiorstwa. Część regulacji prawnych czynności handlowych została przejęta do obecnie obowiązującego Kodeksu cywilnego w całości lub w części. Samo pojęcie, choć utraciło znaczenie normatywne, nadal funkcjonuje w języku prawniczym.
Pośród czynności handlowych można wyróżnić takie, których specyfika pozwala na ich dokonanie wyłącznie przez kupca, jak i pozostałe, które mogą być dokonywane przez inne osoby nieprowadzące przedsiębiorstwa. W tym przypadku umowa zawarta przez kupca podlega nieco odmiennym regulacjom prawnym, uwzględniającym profesjonalny charakter jego działalności i potrzeby obrotu gospodarczego.
Kolejny podział czynności handlowych to czynności obustronnie handlowe, gdzie strony umowy zawierają ją w ramach prowadzonej przez każdą z nich działalności gospodarczej (obrót profesjonalny, dwustronnie gospodarczy) oraz jednostronnie handlowe, gdzie wystarcza, by kupiec był tylko jedną ze stron umowy (obrót półprofesjonalny, jednostronnie gospodarczy).